# トニー・スミス (美術家)
トニー・スミス（Tony Smith、1912年9月23日 - 1980年12月26日）は、アメリカ合衆国のミニマリズムの美術家。彫刻家、画家であり、同時に建築家でもあった。

## 生涯
建築家フランク・ロイド・ライトの助手であった彼は、若い頃に抽象表現主義を経験し、ミニマリズムの登場と同時にミニマルタイプによる幾何学的彫刻を生み出した。1968年にはニューヨーク近代美術館の「The Art of the Real:USA 1948-1968」展に、また1968年にはハーグ市立美術館の「Minimal Art」展に出品した。